# Кристину-Кастру

Кристину-Кастру на карте штата.

Кристину-Кастру (порт. Cristino Castro) — муниципалитет в Бразилии, входит в штат Пиауи. Составная часть мезорегиона Юго-запад штата Пиауи. Входит в экономико-статистический микрорегион Алту-Медиу-Гургея. Население составляет 9981 человек на 2010 год. Занимает площадь 1846,339 км². Плотность населения — 5,41 чел./км².

## Демография
Согласно сведениям, собранным в ходе переписи 2010 г. Национальным институтом географии и статистики (IBGE), население муниципалитета составляет:
| Полное население                               | Полное население                               | Полное население                               | Полное население                               | 9981  |
| ---------------------------------------------- | ---------------------------------------------- | ---------------------------------------------- | ---------------------------------------------- | ----- |
| в том числе:                                   | Городское население                            | 7262                                           | Процент городского населения, %                | 72,76 |
|                                                | Сельское население                             | 2719                                           | Процент сельского населения, %                 | 27,24 |
|                                                | Мужское население                              | 5036                                           | Процент мужского населения, %                  | 50,46 |
|                                                | Женское население                              | 4945                                           | Процент женского населения, %                  | 49,54 |
| Плотность населения, чел/км²                   | Плотность населения, чел/км²                   | Плотность населения, чел/км²                   | Плотность населения, чел/км²                   | 5,41  |
| Население муниципалитета в % к населению штата | Население муниципалитета в % к населению штата | Население муниципалитета в % к населению штата | Население муниципалитета в % к населению штата | 0,32  |

По данным оценки 2016 года, население муниципалитета составляет 10 214 жителей.

## Статистика
- Валовой внутренний продукт на 2003 год составляет 13 221 620 реалов (данные: Бразильский институт географии и статистики).
- Валовой внутренний продукт на душу населения на 2003 год составляет 1369,27 реалов (данные: Бразильский институт географии и статистики).
- Индекс развития человеческого потенциала на 2000 год составляет 0,657 (данные: Программа развития ООН).